# Улица Вадима Модзалевского (Чернигов)
Улица Вадима Модзалевского (до 2024 года — улица Серикова) (укр. Вулиця Вадима Модзалевського) — улица в Новозаводском районе города Чернигова, исторически сложившаяся местность (район) Старая Подусовка. Пролегает от улицы Теробороны (Гагарина) до улицы Заньковецкой.
Примыкают улица Хмельницкого и переулок Подусовский.

## История
Улица 4-я Колея была проложена в 1956 году. Затем была переименована на 5-я Подусовская улица.
В 1950-х годах 5-я Подусовская улица переименована на улица Серикова — в честь Героя Советского Союза Василия Дмитриевича Серикова.
С целью проведения политики очищения городского пространства от топонимов, которые возвеличивают, увековечивают, пропагандируют или символизируют Российскую Федерацию и Республику Беларусь, 10 июля 2024 года улица получила современное название — в честь русского и украинского историка Вадима Львовича Модзалевского, согласно Решению Черниговского городского совета № 41/VIII-7 «Про переименование улиц в городе Чернигове» («Про перейменування вулиць у місті Чернігові»). Кроме того был переименован переулок Серикова на переулок Вадима Модзалевского.

## Застройка
Улица пролегает в юго-западном направлении параллельно Подусовской улице. Парная и непарная стороны улицы заняты усадебной застройкой, начало непарной стороны занимает территория ныне закрытой школы № 18 (Теробороны, 24).
Учреждения: нет. 